# Expo 2020
Expo 2020 Dubai är en världsutställning sanktionerad av Bureau International des Expositions som pågick i Dubai mellan den 1 oktober 2021 och den 31 mars 2022. Ursprungligen skulle världsutställningen ha  hållits mellan den 20 oktober 2020 och den 10 april 2021, men på grund av Coronaviruspandemin flyttades den fram ett knappt år.
Utställningen, med mottot "Connecting minds, creating the future" (ungefär Förena sinnen, skapa framtiden), blir första gången en världsutställning hålls i Mellanöstern.   
Världsutställningsområdet ligger i södra Dubai och är indelat i tre huvudsakliga distrikt; hållbarhet, mobilitet och möjligheter. Den totala ytan av området uppgår till 4,37 km2.  

## Andra kandiderande städer
Dubai konkurrerade med tre andra städer om att tilldelas utställningen:
- İzmir, Turkiet
- Jekaterinburg, Ryssland
- São Paulo, Brasilien

## Paviljonger

### Sveriges paviljong
Den svenska paviljongen ”The Forest” (Skogen) låg i hållbarhetsdistriktet och var byggd helt i trä med en holistisk hållbarhetsansats som utgångspunkt. Den var ritad av svenska Alessandro Ripellino Arkitekter, Studio Adrien Gardère i Paris och Luigi Pardo Architetti i Rom.

### Finlands paviljong
Den finska paviljongen "Lumi", som utformades som ett arabiskt tält täckt av snö, har skapats av JKMM Architects som också skapade Finlands paviljong vid Expo 2010 i Shanghai. Finland kommer att fokusera på grön teknologi, cirkulär ekonomi och finsk design.

### Norges paviljong
Den norska paviljongen skall visa Norge som havsnation. Den skapades av Rintala Eggertsson Architects, Expomobilia och Five Currents och visade norsk teknologi och ekologiskt hållbara gröna lösningar inom näringslivet  till havs.

### Rysslands paviljong
Den ryska paviljongen blev 27 meter hög och hade en yta på 4 500 kvadratmeter. Den skapades av Tchoban SPEECH och Simpateka Entertainment.